# Pension d'artistes
Pour plus de détails, voir Fiche technique et Distribution.
Pension d'artistes (titre original : Stage Door) est un film américain en noir et blanc réalisé par Gregory La Cava, sorti en 1937.

## Synopsis
À New York, des femmes, pour la plupart jeunes, fréquentent la même pension assez miteuse avec l'espoir de réussir une carrière d'actrice. Rivalités et déceptions sont grandes, jusqu'au drame.

## Fiche technique
- Titre : Pension d'artistes
- Titre original : Stage Door
- Réalisation : Gregory La Cava
- Scénario : Morrie Ryskind et Anthony Veiller, librement adapté de la pièce de théâtre Stage Door (play) (en) d'Edna Ferber et George S. Kaufman (1936)
- Musique : Roy Webb (non crédité)
- Chorégraphie : Hermes Pan (non crédité)
- Direction artistique : Van Nest Polglase et Carroll Clark
- Décors de plateau : Darrell Silvera
- Costumes : Muriel King
- Photographie : Robert De Grasse
- Montage : William Hamilton
- Producteur : Pandro S. Berman
- Société de production et de distribution : RKO Radio Pictures
- Pays de production :  États-Unis
- Langue originale : anglais américain
- Format : noir et blanc — 35 mm — 1,37:1 — son : mono (RCA Victor System)
- Genre : comédie dramatique
- Durée : 92 minutes
- Dates de sortie :
  - États-Unis : 8 octobre 1937
  - France : 4 novembre 1937
- Affiche : Boris Grinsson (France)

## Distribution
- Katharine Hepburn : Terry Randall
- Ginger Rogers : Jean Maitland
- Adolphe Menjou : Anthony Powell
- Gail Patrick : Linda Shaw
- Constance Collier : Catherine Luther
- Andrea Leeds : Kay Hamilton
- Samuel S. Hinds : Henry Sims
- Lucille Ball : Judy Canfield
- Franklin Pangborn : Harcourt
- Elizabeth Dunne : Mme Orcutt
- Frank Reicher : le metteur en scène
- Jack Carson : Milbank
- Eve Arden : Eve
- Ann Miller : Annie
- Jean Rouverol : Dizzy
- Grady Sutton : Butch
- Katharine Alexander, Mary Forbes, Ralph Forbes, Huntley Gordon : interprètes de la pièce de théâtre

Acteurs non crédités
- Hillary Brooke : la photographe de Mrs. Powell
- Theodore von Eltz : Elsworth
- Theodore Kosloff : le professeur de danse
- Larry Steers : un patron de théâtre
- Josephine Whittell : Mlle Arden, secrétaire de Powell

## Galerie

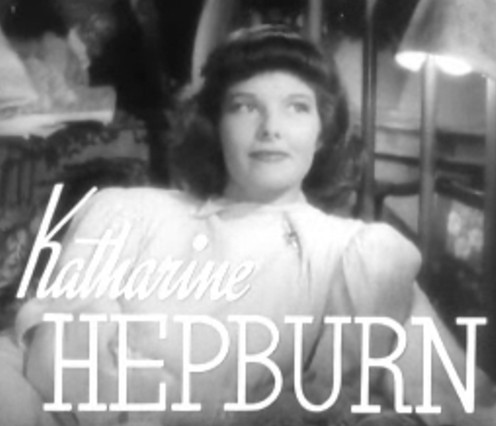
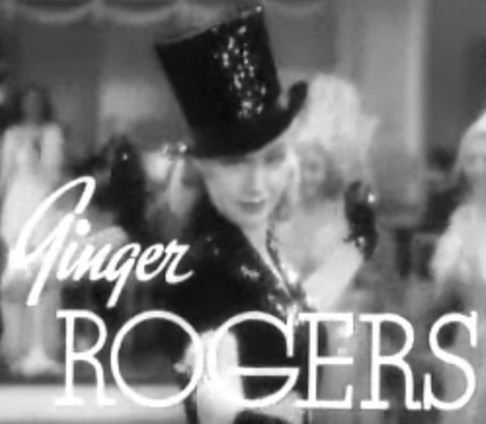
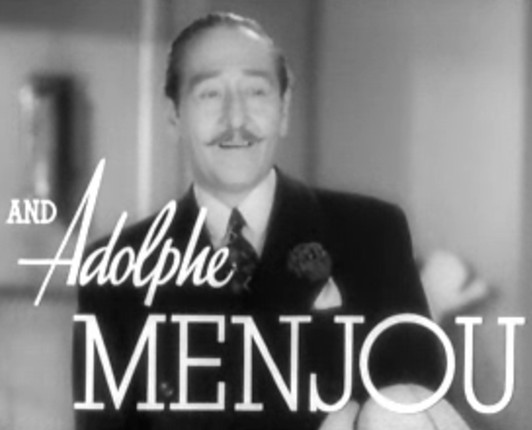
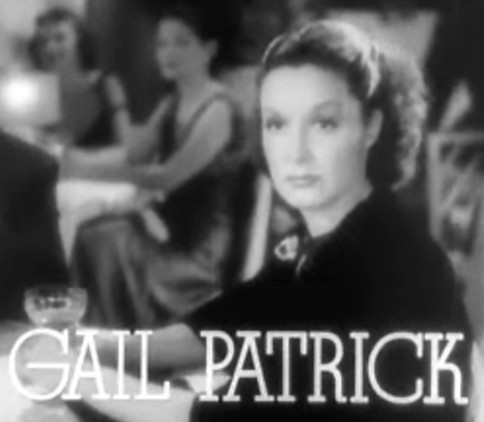
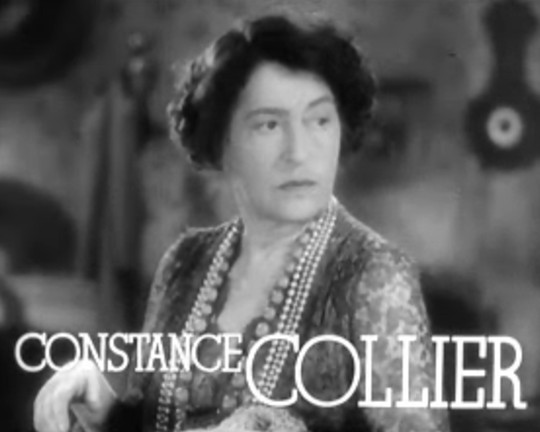
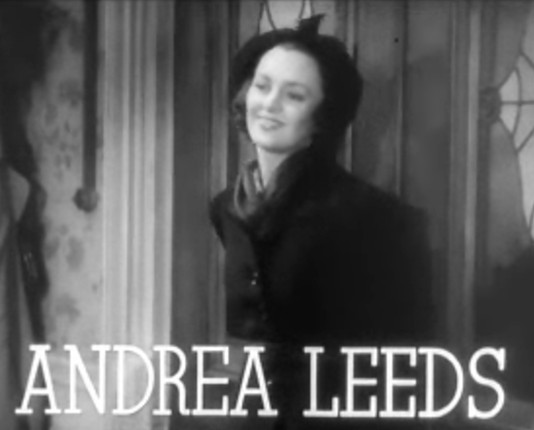
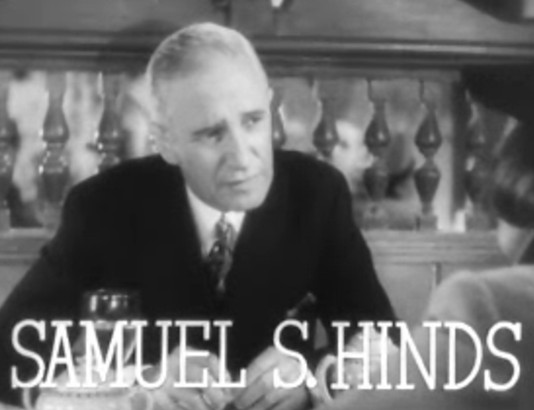
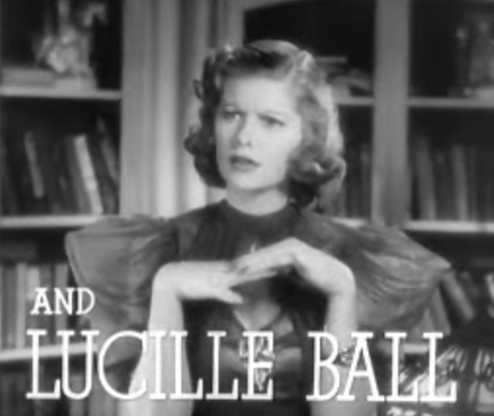